# Satoshi Miyagawa
Satoshi Miyagawa (宮川 悟 Miyagawa Satoshi?), född 24 mars 1977 i Kanagawa prefektur, är en japansk före detta fotbollsspelare.
Miyagawa började sin karriär 2001 i Sagan Tosu. Han spelade 55 ligamatcher för klubben. Han avslutade karriären 2004.